# Potez
Potez (Pronunciat [pɔtɛz]) va ser un fabricant d'aeronaus francès fundat com Aéroplanes Henry Potez per Henry Potez a Aubervilliers l'any 1919. L'empresa va començar renovant els avions SEA IV excedents de guerra, però aviat va començar a construir unitats noves d'una versió millorada, el Potez SEA VII.

## Història
Durant els anys entre guerres, Potez va construir una gamma de petits avions de passatgers i una sèrie de biplans de reconeixement militar que també van ser construïts a Polònia sota llicència. L'any 1933, l'empresa va comprar el fabricant d'hidrocanoes CAMS (Chantiers Aéro-Maritimes de la Seine).
L'empresa va ser nacionalitzada el 1936, sent fusionada tot seguit amb Chantiers aéronavals Étienne Romano, Lioré et Olivier, CAMS i Société Provençale de Constructions Aéronautiques per tal de formar la Société nationale des construccions aéronautiques du Sud-Est (SNCASE) l'1 de febrer de 1937.
Les fàbriques de Potez a Sartrouville i Méaulte va ser atorgades a la SNCAN (Société nationale des constructions aéronautiques du Nord) i la fàbrica de Berre va anar a SNCASE.
Després de la Segona Guerra Mundial, Potez es va restablir com Société des Avions et Moteurs Henry Potez a Argenteuil però no va tornar a tenir el èxit que havia tingut abans de la nacionalització. Durant l'any 1958, l'empresa va comprar Fouga per formar Potez Air-Fouga, però quan l'últim disseny de Potez, el 840 (un petit avió turboprop) no va tenir l'èxit esperat, van haver de tancar. Els actius restants van ser adquirits per Sud Aviation el 1967.

## Aeronaus[3]
- Potez SEA VII (1919)
- Potez VIII (1920)
- Potez IX (1921)
- Potez X (1922)
- Potez XI (1922)
- Potez XV (1923)
- Potez 23 (1923)
- Potez 25 (1924)
- Potez 27 (1924)
- Potez 28 (1926)
- Potez 29 (1927)
- Potez 31 (1928)
- Potez 32 (1928)
- Potez 36 (1929)
- Potez 37 (1930)
- Potez 38 (1934)
- Potez 39 (1934)
- Potez 42 (1930)
- Potez 43 (1932)
- Potez 50 (1931)
- Potez 53 (1933)
- Potez 540 (1933)
- Potez 56 (1934)
- Potez 58 (1934)
- Potez 60 (1935)
- Potez 62 (1935)
- Potez 452 (1935)
- Potez 630 (1936)
- Potez 650 (1937)
- Potez 661 (1937)
- Potez 662 (1938)
- Potez-CAMS 141 (1938)
- Potez-CAMS 160 (1938)
- Potez-CAMS 161 (1938)
- Potez 220 (1939)
- Potez 230 (1940)
- Potez 91 (1952)
- Potez 75 (1953)
- Potez 840 (1961)

## Motors[4]
- Potez A-4 (1920s)
- Potez 4D
- Potez 4E
- Potez 6D
- Potez 8D
- Potez 12D
- Potez 9A
- Potez 9B (9 cilindre radial)